# باولو كوستا ليما
باولو كوستا ليما (بالبرتغالية: Paulo Costa Lima‏) هو ملحن برازيلي، ولد في 1954 في سالفادور في البرازيل.